# Sung Mej-ling
Sung Mej-ling (čínsky pchin-jinem Sòng Měilíng, znaky zjednodušené 宋美龄, tradiční 宋美齡 tradiční anglická transkripce Soong May-ling, asi 5. března 1898, Šanghaj, Čínské císařství – 23. října 2003, New York, New York USA), známá též jako paní Čankajšková, byla čínská politička, třetí manželka generalissima Čankajška a nejmladší ze tří sester Sung, sestra Sung Aj-ling a  Sung Čching-ling.
Narodila se jako dcera obchodníka Charlese Sunga. Ve Spojených státech vystudovala anglickou literaturu a filozofii. V roce 1920 se setkala s Čankajškem, který v souvislosti se sňatkem se Sung Mej-ling konvertoval ke křesťanství.
Po boku manžela se aktivně účastnila politického života v politické straně Kuomintang. V letech 1930–1932 byla poslankyní. Díky vynikající znalosti angličtiny a západní kultury reprezentovala politiku čínských konzervativních sil na mezinárodním fóru. Sama se účastnila řady mezinárodních aktivit (např. v rámci Mezinárodního červeného kříže).
Po smrti manžela se usadila v USA, do Čínské republiky přijela naposledy v roce 1995. Je pohřbena v New Yorku; podle jejího přání mají být její ostatky uloženy spolu s ostatky jejího manžela na půdě kontinentální Číny, až to politická situace umožní.
Byla přezdívána „květina zhotovená z ocele“, „dračí dáma“ či „mozek Číny“.

## Život

### Mládí a studentská léta
Narodila se v  Šanghaji jako čtvrté ze šesti dětí. Měla dvě starší sestry, jednoho staršího a  dva mladší bratry. Její otec Charles Soong studoval v USA, kde se stal členem metodistické církve a po návratu do Číny pracoval jako misionář. V této práci mu pomáhala i jeho čínská manželka Ni Kuej-čen (Ni Kwei-tseng), která vyznávala křesťanskou víru. Otec se zároveň vypracoval jako úspěšný podnikatel a rodina žila v dobrých finančních poměrech.
Mej-ling spolu se svými sestrami Aj-ling a Čching-ling navštěvovala nejprve anglickou školu pro dívky McTyerie v Šanghaji. Přáním otce bylo, aby jeho děti získaly vzdělání na prestižních amerických univerzitách.
V roce 1908 odjela Mej-ling se sestrou Čching-ling do USA, kde se sestra připravovala ke vstupu na Wesleyan College v Maconu ve státě Georgie. Nejstarší sestra Aj-ling tam již studovala od roku 1904. Přes léto obě sestry pobývaly v misionářské rodině v Summitu v New Jersey u známých Aj-ling a v Piedmont College v Demorestu v severní Georgii.
Zatímco Čching-ling nastoupila na studia, Mej-ling byla ještě příliš mladá na to, aby mohla být přijata ke studiu na této škole. Jako rodinný příslušník dvou studujících sester byla se souhlasem tehdejšího rektora Wesleyan College W. N. Ainswortha ubytována v kampusu a soukromě absolvovala speciální kurs (tutor) se dvěma staršími žákyněmi, Margie Burksovou, dcerou profesora angličtiny, a Lucy Lesterovou.

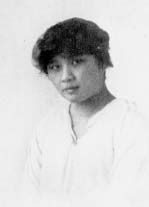
Studentka Sung Mej-ling v roce 1910

Oficiálně byla přijata ke studiu na Wesleyan College v roce 1912 ve věku 15 let. V příštím roce 1913 se zapsala na Wellesley College v Massachusetts, aby mohla být nablízku svému staršímu bratrovi, který studoval na Harvardu. Tam se připravovala na získání diplomu z anglické literatury a filozofie. Její starší sestry mezitím dostudovaly a vrátily se do Šanghaje.
Mej-ling byla podle svých přátel ze studií veselá, temperamentní a patřila mezi nejlepší studenty. V roce 1915 jako jediná z rodiny otevřeně podporovala sňatek své sestry Čching-ling s budoucím prezidentem Čínské republiky Sunjatsenem. Brzy po získání diplomu 18. června 1917 se vrátila do Číny. V USA prožila téměř deset let a po návratu do rodné země řekla, že "to jediné, co je na ní ještě asijské, je její tvář". Celý ten čas se, kromě studia, věnovala neustálému vylepšování jazykových znalostí. Mluvila výborně anglicky s výslovností a přízvukem používaným v Georgii, což jí později velice pomáhalo při její politické práci ve prospěch rodné vlasti.

### Sňatek a léta v Číně

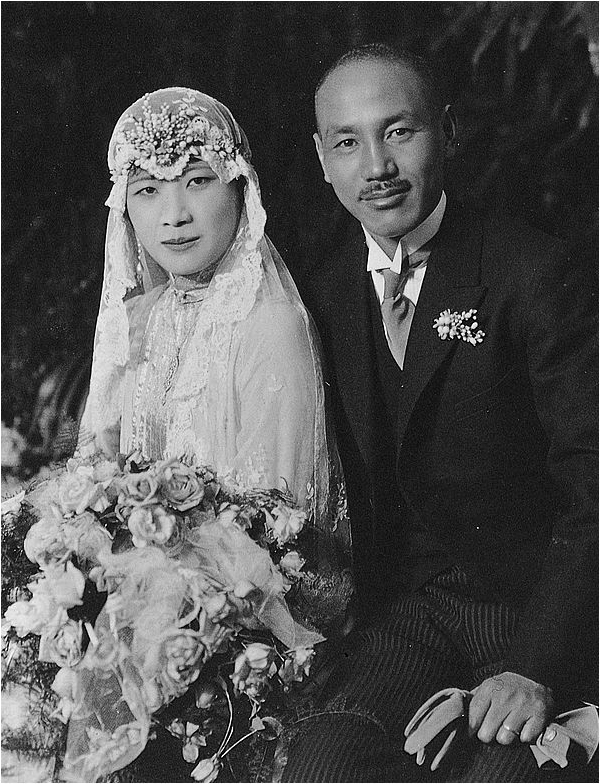
Svatební fotografie Sung Mej-ling a Čankajška, 1. prosince 1927

Po návratu do Šanghaje se Mej-ling zapojila do práce v komunální politice. V roce 1918 zemřel její otec. O dva roky později se poprvé setkala s Čankajškem, ambiciózním vojákem a chráněncem Sunjatsena, jejího švagra. Čankajšek byl buddhista, měl za sebou dvě manželství a vztah s mladičkou šanghajskou konkubínou, se kterou se stýkal, když tu jako voják pobýval. Po seznámení s Mej-ling zapomněl na všechny svoje dřívější vztahy a svůj další život chtěl žít s ní. Mej-ling jeho city opětovala, ale matka se sestrou Čching-ling byly proti jejich sňatku. Sestra Aj-ling, která se též provdala za bohatého a vlivného muže z vlády, se však postavila na její stranu. Matce vadilo, že Čankajšek je o 11 let starší než její dcera, je ženatý a vyznává buddhismus. Čankajšek slíbil, že svá manželství zruší a přestoupí na křesťanskou víru. Pouze upozornil matku Mej-ling, že to bude nějakou dobu trvat, protože tak závažný krok, jakým je přestup z jednoho náboženství k druhému, nemůže nastat hned. Své sliby splnil a tak se 1. prosince 1927 Čankajšek a Sung Mej-ling vzali. Jak se ukázalo, byl to pro oba osudový vztah, a i když jejich manželství bylo bezdětné a muselo překonat různé krize (politické, zdravotní i citové), zůstali oba spolu 48 let až do Čankajškovy smrti v roce 1975.

Po sňatku se Sung Mej-ling dále aktivně zapojovala do čínského politického života. Z její iniciativy vzniklo hnutí Nový život, založené na tradičních čínských hodnotách a zaměřené na fyzickou, výchovnou i morální obrodu čínského národa. Součástí hnutí byl např. boj proti korupci, vykořisťování dětí nebo užívání opia. Po smrti Sunjatsena se na krátkou dobu stala, z titulu úřadující předsedkyně parlamentu, prezidentkou Čínské republiky jeho manželka Čching-ling a Čankajšek, který se stal generalissimem a vůdcem Kuomintangu, ji vystřídal v prezidentské funkci v roce 1926. Sung Mej-ling se stala jeho překladatelkou, sekretářkou, nepostradatelnou spolupracovnicí a zároveň jeho nejvěrnějším spojencem.

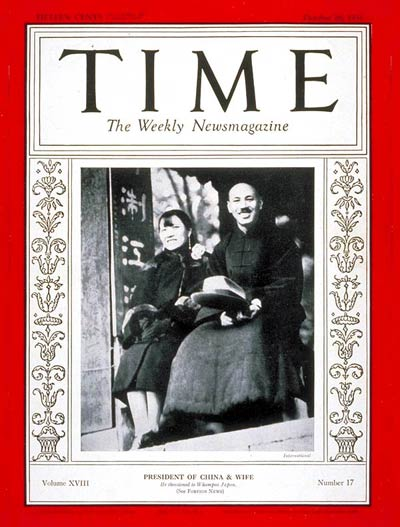
Sung Mej-ling a Čankajšek na titulní straně časopisu Time, 26. října 1931

Pracovala především na sociálních projektech v oblasti demokratizace země. Při této práci se stávala postupně členkou nejen čínských, ale i světových organizací a stala se tak známou i za hranicemi Číny. 26. října roku 1931 vyšel časopis Time s fotografií Sung Mej-ling a Čankajška na titulní straně. Její politická činnost jí ale nebránila v  tom, aby využívala i určitých výhod, které jí její postavení přinášelo. V témže roce 1931 si Sung Mej-ling postavila vilu na východním pobřeží Číny ve městě Nanking poblíž Mauzolea Ming-siao-ling.
Čankajškova národní armáda byla postupně oslabena boji, které od roku 1927, se střídavým úspěchem, vedla s komunisty, kteří pod vedením Mao Ce-tunga (původně člena Kuomintangu) chtěli partyzánskou válkou svrhnout Čankajškovu vládu.
V prosinci 1936, při plánování vojenské operace proti armádě komunistů ve městě Xi'an, byl Čankajšek zajat vlastními důstojníky a dva týdny vězněn. Důstojníci požadovali, aby přestal bojovat proti komunistům, spojil s nimi své síly a mohl tak lépe čelit narůstající japonské agresi vůči Číně. Sung Mej-ling zorganizovala zvláštní komisi v Kuomintangu pro uklidnění incidentu a spolu se svým bratrem, též členem KMT, a jedním australským poradcem odjela do Xi'anu a dosáhla propuštění Čankajška na svobodu.

### Válečná léta akontakty Čínské republiky se Spojenými státy americkými

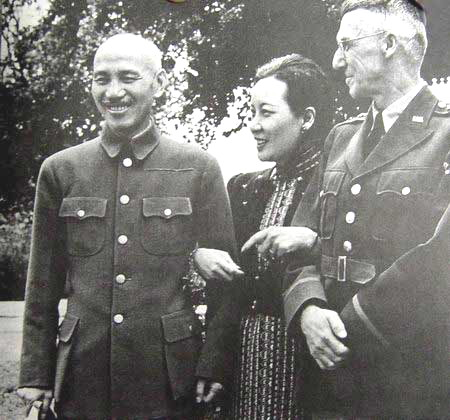
Čankajšek a Sung Mej-ling s generálem Stilwellem v Barmě v roce 1942

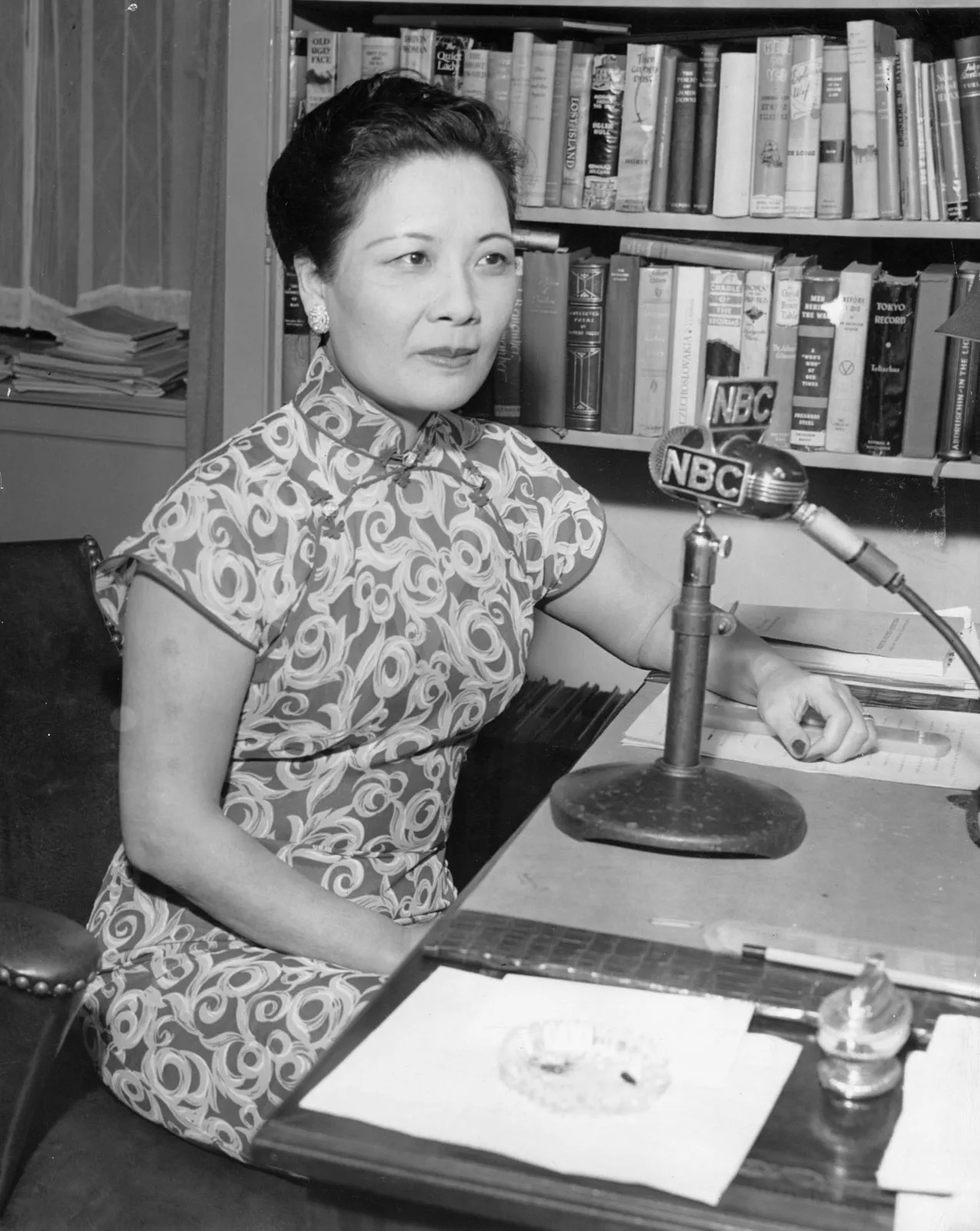
Sung Mej-ling v roce 1945 děkuje USA za pomoc, kterou poskytovala Číně během války

Po napadení Číny Japonskem v roce 1937 (Druhá čínsko-japonská válka) se komunisté opět spojili s Kuomintangem, aby mohli lépe čelit japonské agresi. Čankajšek pověřil svoji ženu významnou úlohou v letectvu, které se stalo nejdůležitější složkou armády v rozpoutané válce.

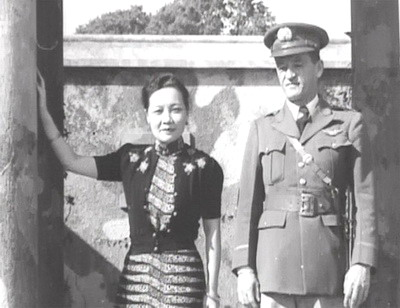
Sung Mej-ling a generál Chennault v Číně v roce 1940

Na pozvání Sung Mej-ling přijel v roce 1937 do Číny americký válečný pilot, generál Claire Lee Chennault, aby zde trénoval čínské letce, účastnil se plánování vojenských operací a dohlížel na čínské letectvo v bojích. Ve stejném roce byli manželé Čankajškovi vyhlášeni osobnostmi roku (Man and Wife of the Year) a v roce 1938 se znovu objevili na titulní straně časopisu Time. Sung Mej-ling se stala důležitou zprostředkovatelkou čínsko-amerických vztahů. Během války uskutečnila několik návštěv USA, aby si vyžádala morální i finanční podporu pro svou vlast ve válce s Japonskem. V roce 1941 se generál Chennault stal velitelem Létajících Tygrů (Flying Tigers), což byli dobrovolní letci různých národností, kteří se spojili, aby bojovali v Číně a Barmě proti japonským vzdušným silám. Jejich prostřednictvím USA vstoupily oficiálně do 2. světové války. Dalším americkým generálem, který cvičil čínské jednotky a velel jim v boji proti japonské armádě v Barmě, byl Joseph Warren Stilwell.
Sung Mej-ling 18. února 1943 vystoupila před Kongresem Spojených států amerických a přednesla strhující projev, po kterém přítomní senátoři povstali a odměnili ji čtyřminutovým potleskem. Byla vřele přijata prezidentem USA Rooseveltem a jeho ženou Eleanorou; byla jejich hostem v Bílém domě. Při této cestě navštívila poprvé po absolvování svoji alma mater Wellesley College. V rozhlasovém vysílání promluvila v aule (Alumnae Hall) ke shromážděným studentům. Na závěr její cesty Kongres Spojených států amerických odsouhlasil významnou materiální i finanční pomoc pro Čínskou republiku.
Sung Mej-ling od začátku až do konce války pečovala o sirotky po padlých vojácích Čínské národní armády. Říkala, že je považuje za své děti a osobně dohlížela na to, aby žily v dobrých podmínkách. I za války pro ně byly budovány nové školy a moderní ubytovny, v jejichž areálech byla i sportovní zařízení. Založila ženskou společnost Chinese Women's National War Relief Society, která jí v této práci pomáhala.

Po skončení války a kapitulaci Japonska v roce 1945 se Sung Mej-ling znovu vydala do USA žádat o podporu pro válkou zničenou armádu svého muže. Tu čekala občanská válka s komunisty, kteří chtěli s konečnou platností svrhnout Čankajškovu vládu a převzít moc v Číně. Ale stávající americký prezident Harry Truman ji přijal jen chladně a její mise nebyla zdaleka tak úspěšná, jako ta v roce 1943. Při této příležitosti Eleanor Rooseveltová, vdova po zesnulém prezidentovi, řekla o Sung Mej-ling, že 
| „ | umí krásně mluvit o demokracii, ale neumí demokraticky žít (she can talk beautifully about democracy, but she does not know how to live democracy). | “ |

 Zřejmě tak reagovala na to, že v roce 1943 Kongres Spojených států amerických odsouhlasil Číně podporu daleko větší, než slíbil Sung Mej-ling její manžel, prezident Roosevelt.
Čankajškova armáda byla v občanské válce poražena armádou Mao Ce-tunga podporovanou sovětskou Rudou armádou. Na jaře roku 1949 vyhlásil Mao Ce-tung Čínskou lidovou republiku a stal se jejím předsedou.

### Poválečná léta na Tchaj-wanu
Po válce, v roce 1945, získala Čína zpět ostrov Tchaj-wan, ležící u jejího jihovýchodního pobřeží. Čankajšek tam odešel do exilu spolu se Sung Mej-ling, členy Kuomintangu a všemi, kteří se nechtěli smířit s nastoleným komunistickým režimem v Číně. Nejstarší sestra Aj-ling spolu s manželem odjeli do USA a sestra Čching-ling, vdova po Sunjatsenovi, zůstala v Číně.

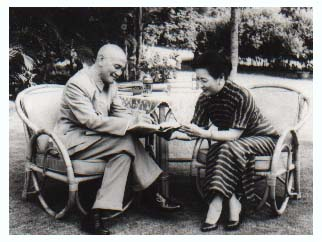
Sung Mej-ling a Čankajšek na Tchaj-wanu v roce 1955

Sung Mej-ling po více než 25 dalších let pokračovala ve své politické práci a podporovala svého manžela v jeho plánech. Jako první dáma Čínské republiky reprezentovala, z pověření vlády vedené jejím manželem, čínskou konzervativní politiku na mezinárodních akcích a jednáních. Tato role byla stále obtížnější nejen s postupujícím věkem Sung Mej-ling, ale hlavně zhoršujícím se postavením Čínské republiky na mezinárodní politické scéně. Sílící vliv Čínské lidové republiky způsobil, že Sovětský svaz blokoval hlasování v Radě bezpečnosti OSN, jejímž zakládajícím a také stálým členem byla po skončení 2. světové války Čínská republika. Začátkem 70. let navázaly USA diplomatické vztahy s ČLR a  Čínská republika byla v OSN a Radě bezpečnosti nahrazena ČLR v roce 1971. Navzdory hospodářskému růstu a vnitřní politické stabilitě republiky, která lákala zahraniční investory z celého světa, ji uznávalo z diplomatického hlediska stále méně států. V roce 1975 Čankajšek zemřel a byl pohřben v Tchaj-pej na Tchaj-wanu.

### Členství afunkce vorganizacích, udělené čestné tituly
- Kuomintang (členka od roku 1928)
- Shanghai's Child Labour Commission (členka)
- Legislative Yuan (poslankyně 1930 – 1932)
- Chinese Aeronautical Affairs Commission (hlavní tajemnice 1936 – 1938)
- Chinese Women's National War Relief Society (zakladatelka 1937)
- Women's Labour Commission (zakladatelka 1938)
- Mezinárodní červený kříž (patronka výboru)
- American Bureau for Medical Aid to China (čestná předsedkyně)
- British United Aid to China Fund (čestná předsedkyně)
- Bill of Rights Commemorative Society (první čestná členka)
- Central Executive Committee of the Kuomintang (členka od roku 1945)
- Fu Jen Catholic University (předsedkyně rady od roku 1950)

Během života jí čestný titul udělily
- Bostonská univerzita (Boston University)
- Hahnemann Medical College
- Loyolská univerzita (Loyola University)
- University of Michigan
- Wellesley College

### Publikační činnost
Za svůj život napsala mnoho článků, většinou pro americký tisk. Vydala též publikace
- Sian: a coup d'Etat, (spoluautor Čankajšek), The China publishing company, Šanghaj, 1937, anglicky
- This is Our China, Harper&Brothers, New York, 1940, 312 str., anglicky
- The Sure Victory, Fleming H. Revell Company, New York, 1955, 45 str., anglicky, ISBN 978-1-111-57022-4

### Léta v emigraci azávěr života ve Spojených státech amerických
Po smrti Čankajška v roce 1975 se stal jeho nástupcem v prezidentské funkci jeho syn z prvního manželství Čang Čching-kuo (nar. 1910), který v té době zastával funkci premiéra. Sung Mej-ling s ním nevycházela příliš dobře, a proto se rozhodla k emigraci a odjela za svojí rodinou do USA. Usadila se ve městě Lattingtown na Long Islandu ve státě New York, kde rodina sestry Aj-ling vlastnila nemovitosti. V roce 1979, při příležitosti 30. výročí ustavení Čínské republiky na Tchaj-wanu, napsala prezidentu Carterovi a požádala ho o podporu Čínské republiky v mezinárodních politických kruzích. V roce 1981, když zemřela sestra Čching-ling, jí Čínské vyslanectví nabídlo možnost jedné návštěvy v Pekingu, ale Mej-ling to z politických důvodů odmítla.
Tchaj-wan navštívila krátce v roce 1986 při oslavách 100. výročí narození jejího manžela. Když v roce 1988 Čang Čching-kuo zemřel, vrátila se znovu na Tchaj-wan, aby zjistila, jaké jsou její politické vyhlídky na prezidentskou funkci. Mezitím byl ale vybrán nový nástupce na funkci prezidenta a Sung Mej-ling, která příliš nesouhlasila s politickými změnami v Kuomintangu a  jeho novým vedením, se vrátila zpět do USA.
V USA se pak již příliš neobjevovala na veřejnosti a žila stranou společenského života. Věnovala se hlavně své velké zálibě z mládí, malířství a tradiční čínské kaligrafii, ke které měla značný talent. Jen v roce 1995 se zúčastnila recepce pořádané na její počest ve Washingtonu při příležitosti 50. výročí konce 2. světové války. V témže roce také naposledy navštívila Tchaj-wan.
V roce 2000 se přestěhovala do New Yorku na Manhattan, Upper East Side, Gracie Square; opatrovnici jí dělala její neteř. Při příležitosti 103. narozenin Sung Mej-ling byla v New Yorku uspořádána výstava jejích čínských obrazů a kreseb. Zemřela ve spánku ve svém bytě na Manhattanu, 23. října 2003, ve věku 105 let. Byla pochována na hřbitově Ferncliff Cemetery v Hartsdale v New Yorku.

### Shrnutí
Sung Mej-ling celý svůj život podporovala plány svého muže Čankajška na vybudování moderní čínské společnosti a jako první dáma Čínské republiky reprezentovala politiku čínských konzervativních sil na mezinárodní úrovni. Jako křesťanka s vysokoškolským vzděláním, plynně mluvící anglicky, pro to měla všechny předpoklady.
Pro mnohé byla symbolem vzdělané, cílevědomé, charismatické ženy, která neváhala použít svůj šarm a jazykové znalosti, aby získala to, co považovala za důležité pro zájmy Čínské republiky a upevnění její pozice na mezinárodní politické scéně. Její odpůrci v ní viděli manipulativní, chamtivou osobu, která prostřednictvím svého manžela tvrdě prosazovala své zájmy.
V 60. letech 20. století byla zařazena mezi 10 nejobdivovanějších žen v Americe a časopis Life (Life magazine) ji nazval "nejmocnější ženou světa" své doby. Spolu se svým mužem se podílela na uplatňování myšlenek zakladatele Čínské republiky Sunjatsena a přispěla k provádění změn v sociální politice a postupnému demokratizačnímu procesu po skončení 2. světové války, což zajistilo značný ekonomický rozkvět a prosperitu Čínské republiky.
| „               | Co není morální, nemůže být ani politicky správné. | “ |
| — Sung Mej-ling |                                                    |   |